# Нижнее Валуево
Нижнее Валуево — деревня в Новомосковском административном округе Москвы  (до 1 июля 2012 года была в составе Ленинского района Московской области). Входит в состав поселения Филимонковское.

## Население
Согласно Всероссийской переписи, в 2002 году в деревне проживало 16 человек (7 мужчин и 9 женщин). По данным на 2005 год в деревне проживало 16 человек.

## Расположение
Деревня Нижнее Валуево находится примерно в 3 км к югу от центра города Московский. Ближайшие сельские населённые пункты — посёлок Валуево и деревня Верхнее Валуево. Рядом протекает река Ликова.